# Velická dolina
Velická dolina je údolí ve slovenské části Vysokých Tater.

## Poloha
Údolí se nachází na jižní straně pohoří. Protéká jím Velický potok. Uprostřed údolí je Velické pleso, u kterého stojí chata Sliezsky dom. V údolí se nachází i další plesa – Dlhé pleso a dvě Horné Velické plieska.

## Chráněné území
Velická dolina je národní přírodní rezervace v oblasti TANAP. Nachází se v katastrálním území města Vysoké Tatry a obce Tatranská Javorina v okrese Poprad v Prešovském kraji. Území bylo vyhlášeno či novelizováno v roce 1991 na rozloze 1 217,2200 ha. Ochranné pásmo nebylo stanoveno. Součástí této rezervace je  Kvetnica, která je první chráněnou lokalitou na území dnešního Slovenska, a to od roku 1876.